# Jan August Wittelsbach (Pfalz-Veldenz)
Jan August Wittelsbach (ur. 26 listopada 1575, zm. 18 września 1611) – hrabia palatyn i książę Palatynatu-Lützelstein.
Syn księcia Jerzego Jana i Anny Marii Wazówny. Jego dziadkami byli Ruprecht Wittelsbach i Urszula Daun-Kyrburg und Salm oraz król Szwecji Gustaw I Waza i Małgorzata Leijonhufvud. Miał czterech braci, po śmierci ojca w 1592 kuratelę sprawowała ich matka Anna Wazówna. Sześć lat później bracia podzieli tereny między siebie. Jerzy Gustaw otrzymał Valdenz, Jan August – Lützelstein, zaś Ludwik Filip i Jerzy Jan wspólnie odziedziczyli tereny Guttenberga.
W 1599 roku ożenił się z Anną Elżbietą (1549–1609) córką elektora Palatynatu Reńskiego Fryderyka III i Marii Hohenzollern. Para nie miała dzieci.
Po jego śmierci w 1611 roku jego ziemie otrzymał Jerzy Jan.